# 500 kilomètres de Magny-Cours FIA GT 2001
Navigation
Édition précédente Édition suivante
Les 500 kilomètres de Magny-Cours 2001 FIA GT, disputées le 1er mai 2001 sur le circuit de Nevers Magny-Cours, sont la deuxième édition de cette épreuve et la troisième manche du championnat FIA GT 2001.

## Course

### Classement de la course
| Pos.   | Catégorie | N° | Écurie                     | Pilotes                                             | Châssis                   | Pneus | Tours/Abandon |
| Pos.   | Catégorie | N° | Écurie                     | Pilotes                                             | Moteur                    | Pneus | Tours/Abandon |
| ------ | --------- | -- | -------------------------- | --------------------------------------------------- | ------------------------- | ----- | ------------- |
| 1      | GT        | 1  | Lister Storm Racing        | Jamie Campbell-Walter Tom Coronel                   | Lister Storm              | M     | 107           |
| 1      | GT        | 1  | Lister Storm Racing        | Jamie Campbell-Walter Tom Coronel                   | Jaguar 7.0L V12           | M     | 107           |
| 2      | GT        | 7  | Larbre Compétition Chéreau | Christophe Bouchut Jean-Philippe Belloc             | Chrysler Viper GTS-R      | M     | 107           |
| 2      | GT        | 7  | Larbre Compétition Chéreau | Christophe Bouchut Jean-Philippe Belloc             | Chrysler 8.0L V10         | M     | 107           |
| 3      | GT        | 12 | Paul Belmondo Racing       | Boris Derichebourg Vincent Vosse                    | Chrysler Viper GTS-R      | D     | 106           |
| 3      | GT        | 12 | Paul Belmondo Racing       | Boris Derichebourg Vincent Vosse                    | Chrysler 8.0L V10         | D     | 106           |
| 4      | GT        | 5  | Team Rafanelli             | Emanuele Naspetti Mimmo Schiattarella               | Ferrari 550 Maranello     | M     | 105           |
| 4      | GT        | 5  | Team Rafanelli             | Emanuele Naspetti Mimmo Schiattarella               | Ferrari 6.0L V12          | M     | 105           |
| 5      | GT        | 2  | Lister Storm Racing        | Julian Bailey Nicolaus Springer                     | Lister Storm              | M     | 105           |
| 5      | GT        | 2  | Lister Storm Racing        | Julian Bailey Nicolaus Springer                     | Jaguar 7.0L V12           | M     | 105           |
| 6      | GT        | 4  | Team Carsport Holland      | Michael Bleekemolen Sebastiaan Bleekemolen          | Chrysler Viper GTS-R      | M     | 105           |
| 6      | GT        | 4  | Team Carsport Holland      | Michael Bleekemolen Sebastiaan Bleekemolen          | Chrysler 8.0L V10         | M     | 105           |
| 7      | GT        | 6  | Team Rafanelli             | Marc Duez Günther Blieninger                        | Ferrari 550 Maranello     | M     | 104           |
| 7      | GT        | 6  | Team Rafanelli             | Marc Duez Günther Blieninger                        | Ferrari 6.0L V12          | M     | 104           |
| 8      | GT        | 24 | Racing Box                 | Luca Cappellari Gabriele Matteuzzi                  | Chrysler Viper GTS-R      | D     | 103           |
| 8      | GT        | 24 | Racing Box                 | Luca Cappellari Gabriele Matteuzzi                  | Chrysler 8.0L V10         | D     | 103           |
| 9      | N-GT      | 62 | JMB Competition            | Christian Pescatori David Terrien                   | Ferrari 360 Modena N-GT   | M     | 102           |
| 9      | N-GT      | 62 | JMB Competition            | Christian Pescatori David Terrien                   | Ferrari 3.6L V8           | M     | 102           |
| 10     | N-GT      | 77 | RWS Motorsport             | Luca Riccitelli Dieter Quester                      | Porsche 911 GT3-RS        | M     | 102           |
| 10     | N-GT      | 77 | RWS Motorsport             | Luca Riccitelli Dieter Quester                      | Porsche 3.6L Flat-6       | M     | 102           |
| 11     | N-GT      | 65 | Coca-Cola Racing Team      | Tomáš Enge Justin Wilson                            | Porsche 911 GT3-RS        | D     | 102           |
| 11     | N-GT      | 65 | Coca-Cola Racing Team      | Tomáš Enge Justin Wilson                            | Porsche 3.6L Flat-6       | D     | 102           |
| 12     | N-GT      | 57 | Freisinger Motorsport      | Wolfgang Kaufmann Stéphane Ortelli                  | Porsche 911 GT3-RS        | Y     | 102           |
| 12     | N-GT      | 57 | Freisinger Motorsport      | Wolfgang Kaufmann Stéphane Ortelli                  | Porsche 3.6L Flat-6       | Y     | 102           |
| 13     | GT        | 21 | GLPK Racing                | Wim Daems Tamás Illés                               | Chrysler Viper GTS-R      | D     | 101           |
| 13     | GT        | 21 | GLPK Racing                | Wim Daems Tamás Illés                               | Chrysler 8.0L V10         | D     | 101           |
| 14     | N-GT      | 50 | Larbre Compétition Chéreau | Patrice Goueslard Sébastien Dumez Jean-Luc Chéreau  | Porsche 911 GT3-RS        | M     | 101           |
| 14     | N-GT      | 50 | Larbre Compétition Chéreau | Patrice Goueslard Sébastien Dumez Jean-Luc Chéreau  | Porsche 3.6L Flat-6       | M     | 101           |
| 15     | N-GT      | 76 | RWS Motorsport             | Fabio Mancini Gianni Collini Giovanni Gulinelli     | Porsche 911 GT3-R         | M     | 100           |
| 15     | N-GT      | 76 | RWS Motorsport             | Fabio Mancini Gianni Collini Giovanni Gulinelli     | Porsche 3.6L Flat-6       | M     | 100           |
| 16     | N-GT      | 58 | Freisinger Motorsport      | Yukihiro Hane Nigel Smith                           | Porsche 911 GT3-R         | Y     | 100           |
| 16     | N-GT      | 58 | Freisinger Motorsport      | Yukihiro Hane Nigel Smith                           | Porsche 3.6L Flat-6       | Y     | 100           |
| 17     | N-GT      | 55 | Perspective Racing         | Thierry Perrier Michel Neugarten                    | Porsche 911 GT3-RS        | D     | 100           |
| 17     | N-GT      | 55 | Perspective Racing         | Thierry Perrier Michel Neugarten                    | Porsche 3.6L Flat-6       | D     | 100           |
| 18     | N-GT      | 51 | Larbre Compétition Chereau | Jürgen van Gartzen Bruno Eichmann                   | Porsche 911 GT3-RS        | M     | 100           |
| 18     | N-GT      | 51 | Larbre Compétition Chereau | Jürgen van Gartzen Bruno Eichmann                   | Porsche 3.6L Flat-6       | M     | 100           |
| 19     | N-GT      | 60 | Haberthur Racing           | Sylvain Noël Laurent Cazenave                       | Porsche 911 GT3-R         | D     | 100           |
| 19     | N-GT      | 60 | Haberthur Racing           | Sylvain Noël Laurent Cazenave                       | Porsche 3.6L Flat-6       | D     | 100           |
| 20     | N-GT      | 53 | ART Engineering            | Alberto Radaelli Andrea Bertolini                   | Porsche 911 GT3-R         | P     | 99            |
| 20     | N-GT      | 53 | ART Engineering            | Alberto Radaelli Andrea Bertolini                   | Porsche 3.6L Flat-6       | P     | 99            |
| 21     | N-GT      | 52 | EMKA Racing                | Tim Sugden Steve O'Rourke                           | Porsche 911 GT3-R         | D     | 99            |
| 21     | N-GT      | 52 | EMKA Racing                | Tim Sugden Steve O'Rourke                           | Porsche 3.6L Flat-6       | D     | 99            |
| 22     | N-GT      | 59 | Freisinger Racing          | Alexey Vasilyev Nikolai Fomenko Richard Kaye        | Porsche 911 GT3-R         | Y     | 96            |
| 22     | N-GT      | 59 | Freisinger Racing          | Alexey Vasilyev Nikolai Fomenko Richard Kaye        | Porsche 3.6L Flat-6       | Y     | 96            |
| 23     | N-GT      | 67 | MAC Racing                 | Maurizio Lasuardi Raffaele Sangiuolo                | Porsche 911 GT3-R         | D     | 95            |
| 23     | N-GT      | 67 | MAC Racing                 | Maurizio Lasuardi Raffaele Sangiuolo                | Porsche 3.6L Flat-6       | D     | 95            |
| 24 DNF | N-GT      | 54 | ART Engineering            | Fabio Babini Luigi Moccia                           | Porsche 911 GT3-RS        | P     | 94            |
| 24 DNF | N-GT      | 54 | ART Engineering            | Fabio Babini Luigi Moccia                           | Porsche 3.6L Flat-6       | P     | 94            |
| 25 DNF | GT        | 3  | Team Carsport Holland      | Jeroen Bleekemolen Mike Hezemans                    | Chrysler Viper GTS-R      | M     | 76            |
| 25 DNF | GT        | 3  | Team Carsport Holland      | Jeroen Bleekemolen Mike Hezemans                    | Chrysler 8.0L V10         | M     | 76            |
| 26 DNF | N-GT      | 63 | JMB Competition            | Marco Lambertini Andrea Garbagnati Batti Pregliasco | Ferrari 360 Modena N-GT   | M     | 73            |
| 26 DNF | N-GT      | 63 | JMB Competition            | Marco Lambertini Andrea Garbagnati Batti Pregliasco | Ferrari 3.6L V8           | M     | 73            |
| 27 DNF | GT        | 25 | Silver Racing              | Robert Dierickx Eric de Doncker                     | Chrysler Viper GTS-R      | D     | 56            |
| 27 DNF | GT        | 25 | Silver Racing              | Robert Dierickx Eric de Doncker                     | Chrysler 8.0L V10         | D     | 56            |
| 28 DNF | GT        | 9  | Team A.R.T.                | Jean-Pierre Jarier François Lafon                   | Chrysler Viper GTS-R      | D     | 54            |
| 28 DNF | GT        | 9  | Team A.R.T.                | Jean-Pierre Jarier François Lafon                   | Chrysler 8.0L V10         | D     | 54            |
| 29 DNF | GT        | 8  | Proton Competition         | Christian Ried Gerold Ried Luca Pazzaglia           | Porsche 911 GT2           | Y     | 51            |
| 29 DNF | GT        | 8  | Proton Competition         | Christian Ried Gerold Ried Luca Pazzaglia           | Porsche 3.8L Turbo Flat-6 | Y     | 51            |
| 30 DNF | N-GT      | 69 | Autorlando Sport           | Joël Camathias Philipp Peter                        | Porsche 911 GT3-RS        | P     | 50            |
| 30 DNF | N-GT      | 69 | Autorlando Sport           | Joël Camathias Philipp Peter                        | Porsche 3.6L Flat-6       | P     | 50            |
| 31 DNF | GT        | 10 | Paul Belmondo Competition  | Claude-Yves Gosselin Anthony Kumpen                 | Chrysler Viper GTS-R      | D     | 44            |
| 31 DNF | GT        | 10 | Paul Belmondo Competition  | Claude-Yves Gosselin Anthony Kumpen                 | Chrysler 8.0L V10         | D     | 44            |
| 32 DNF | GT        | 11 | Paul Belmondo Racing       | Emmanuel Clérico Paul Belmondo Didier Defourny      | Chrysler Viper GTS-R      | D     | 22            |
| 32 DNF | GT        | 11 | Paul Belmondo Racing       | Emmanuel Clérico Paul Belmondo Didier Defourny      | Chrysler 8.0L V10         | D     | 22            |
| 33 DNF | GT        | 28 | Wieth Racing               | Niko Wieth Franz Wieth                              | Ferrari 550 Maranello     | Y     | 5             |
| 33 DNF | GT        | 28 | Wieth Racing               | Niko Wieth Franz Wieth                              | Ferrari 6.0L V12          | Y     | 5             |
| DNS    | GT        | 14 | Autorlando Sport           | Marco Spinelli Gabriele Sabatini                    | Porsche 911 GT2           | P     | –             |
| DNS    | GT        | 14 | Autorlando Sport           | Marco Spinelli Gabriele Sabatini                    | Porsche 3.8L Turbo Flat-6 | P     | –             |
| DNS    | N-GT      | 64 | Coca-Cola Racing Team      | Milan Maderyč Jirko Malchárek                       | Porsche 911 GT3-R         | D     | –             |
| DNS    | N-GT      | 64 | Coca-Cola Racing Team      | Milan Maderyč Jirko Malchárek                       | Porsche 3.6L Flat-6       | D     | –             |